# Emanuele Belardi
Emanuele Belardi (Eboli, 9 ottobre 1977) è un dirigente sportivo ed ex calciatore italiano, di ruolo portiere.

## Carriera

### Giocatore
Inizia la sua carriera agonistica con la Reggina nella stagione 1995-1996, disputando una sola partita nel campionato di Serie B (Reggina-Palermo 4-0). Resta nella squadra amaranto fino al 2004, con una breve parentesi in Serie C1 alla Turris nella stagione 1997-1998. Sempre con i calabresi conquista la promozione in serie A nel 1998/99 con 5 presenze ed esordisce in Serie A il 19 dicembre 1999, a San Siro, nella gara di campionato contro il Milan terminata 2-2, parando nell'occasione anche un calcio di rigore ad Andrij Ševčenko.
Fino alla stagione 2000-2001 viene impiegato come portiere di riserva, per poi diventare titolare nelle tre annate successive, una in Serie B  in cui conquista la promozione in A parando tra l'altro 4 rigori su 8 subiti e due in A vincendo lo spareggio salvezza contro l'Atalanta effettuando parate decisive.. Nel settembre del 2004 lascia Reggio Calabria e passa al Napoli, appena fallito e retrocesso in C1, dove rimane per cinque mesi prima di accasarsi al Modena dove però è relegato al ruolo di secondo portiere alle spalle di Giorgio Frezzolini. Nel 2005 viene poi acquistato dal Catanzaro con cui disputa da titolare il successivo campionato di Serie B.
Al termine della stagione ritorna alla Reggina che lo cede di nuovo in prestito, questa volta alla titolata Juventus neodeclassata in Serie B dopo lo scandalo Calciopoli. Nelle gerarchie bianconere è il terzo nel ruolo, dietro a Gianluigi Buffon e al giovane Antonio Mirante, sicché non scende mai in campo in quel vittorioso torneo cadetto. Nell'annata successiva viene acquistato definitivamente dal club bianconero e, con la cessione di Mirante, è promosso a secondo portiere dei torinesi.
Nella sua seconda stagione in Piemonte gioca titolare in Coppa Italia e disputa 5 gare in Serie A, sostituendo degnamente il titolare Buffon frenato da un problema alla schiena; come ricorderà in seguito: «[a chi mi dice] 'si hai giocato nella Juve ma poche partite...' ho sempre risposto "sono stato il [numero] 12 del più forte in assoluto"». Durante il mercato estivo la società juventina lo cede in prestito per la stagione 2008-2009 all'Udinese, dove è ancora secondo portiere dietro al titolare Samir Handanovič; nel gennaio del 2009 il trasferimento diventa definitivo. Il 26 novembre 2011 risolve consensualmente il contratto con il club friulano.
Il 30 gennaio 2012 torna nuovamente alla Reggina. Scaduto il contratto con la società amaranto, il 7 luglio seguente passa al Cesena. Fa il suo debutto con la squadra romagnola nella trasferta sul campo della Ternana, finita a reti bianche grazie soprattutto alle sue parate. Il 28 dicembre 2012, dopo soli cinque mesi, rescinde consensualmente il contratto con il club cesenate. Il 31 gennaio 2013 si accorda con il Grosseto, tuttavia il 13 marzo seguente risolve consensualmente il contratto che lo legava ai toscani.
Il 7 settembre 2013 si accasa al Pescara, in Serie B. Per via dell'espulsione del giovane Mirko Pigliacelli, secondo portiere degli abruzzesi, esordisce con la casacca biancazzurra il 30 dello stesso mese, entrando nel secondo tempo della partita contro il Cesena, sua ex squadra, e parando il conseguente rigore calciato da Davide Succi.
Il 15 luglio 2014 firma con gli indiani del Pune City, insieme ai connazionali Bruno Cirillo, Daniele Magliocchetti e Franco Colomba alla guida. Infine, nel mercato di gennaio del 2015 torna ancora una volta alla Reggina, insieme al compagno di squadra Cirillo, dove al termine della stagione chiude l'attività agonistica.

### Allenatore
Nel 2007, quando era ancora in attività, rileva la scuola calcio in cui era cresciuto calcisticamente, ribattezzandola col suo nome.

### Dirigente
Dopo il ritiro dal calcio giocato diventa consigliere del CONI per la Regione Campania. Il 25 maggio 2018 torna alla Reggina come responsabile del settore giovanile, salvo poi dimettersi il 30 novembre dello stesso anno per dissidi con la nuova dirigenza. Nel 2019 fa parte dell'area scouting della Juventus.

## Statistiche

### Presenze e reti nei club
| Stagione        | Squadra         | Campionato      | Campionato | Campionato | Coppe nazionali | Coppe nazionali | Coppe nazionali | Coppe continentali | Coppe continentali | Coppe continentali | Altre coppe | Altre coppe | Altre coppe | Totale | Totale |
| Stagione        | Squadra         | Comp            | Pres       | Reti       | Comp            | Pres            | Reti            | Comp               | Pres               | Reti               | Comp        | Pres        | Reti        | Pres   | Reti   |
| --------------- | --------------- | --------------- | ---------- | ---------- | --------------- | --------------- | --------------- | ------------------ | ------------------ | ------------------ | ----------- | ----------- | ----------- | ------ | ------ |
| 1995-1996       | Reggina         | B               | 1          | 0          | CI              | 0               | 0               | -                  | -                  | -                  | -           | -           | -           | 1      | 0      |
| 1996-1997       | Reggina         | B               | 4          | -5         | CI              | 0               | 0               | -                  | -                  | -                  | -           | -           | -           | 4      | -5     |
| 1997-1998       | Turris          | C1              | 18         | -14        | CI-C            | 0               | 0               | -                  | -                  | -                  | -           | -           | -           | 18     | -14    |
| 1998-1999       | Reggina         | B               | 5          | -1         | CI              | 4               | -4              | -                  | -                  | -                  | -           | -           | -           | 9      | -5     |
| 1999-2000       | Reggina         | A               | 4          | -4         | CI              | 4               | -2              | -                  | -                  | -                  | -           | -           | -           | 8      | -6     |
| 2000-2001       | Reggina         | A               | 1          | 0          | CI              | 1               | -2              | -                  | -                  | -                  | -           | -           | -           | 2      | -2     |
| 2001-2002       | Reggina         | B               | 38         | -33        | CI              | 2               | -2              | -                  | -                  | -                  | -           | -           | -           | 40     | -35    |
| 2002-2003       | Reggina         | A               | 20+2       | -26 + -1   | CI              | 3               | -4              | -                  | -                  | -                  | -           | -           | -           | 25     | -31    |
| 2003-2004       | Reggina         | A               | 30         | -38        | CI              | 3               | -3              | -                  | -                  | -                  | -           | -           | -           | 33     | -41    |
| 2004-gen. 2005  | Napoli          | C1              | 16         | -18        | -               | -               | -               | -                  | -                  | -                  | -           | -           | -           | 16     | -18    |
| gen.-giu. 2005  | Modena          | B               | 0          | 0          | CI              | -               | -               | -                  | -                  | -                  | -           | -           | -           | 0      | 0      |
| 2005-2006       | Catanzaro       | B               | 36         | -49        | CI              | 2               | 0               | -                  | -                  | -                  | -           | -           | -           | 38     | -49    |
| 2006-2007       | Juventus        | B               | 0          | 0          | CI              | 0               | 0               | -                  | -                  | -                  | -           | -           | -           | 0      | 0      |
| 2007-2008       | Juventus        | A               | 5          | -7         | CI              | 4               | -10             | -                  | -                  | -                  | -           | -           | -           | 9      | -17    |
| Totale Juventus | Totale Juventus | Totale Juventus | 5          | -7         |                 | 4               | -10             |                    | -                  | -                  |             | -           | -           | 9      | -17    |
| 2008-2009       | Udinese         | A               | 4          | -3         | CI              | 1               | 0               | CU                 | 2                  | -3                 | -           | -           | -           | 7      | -6     |
| 2009-2010       | Udinese         | A               | 0          | 0          | CI              | 1               | 0               | -                  | -                  | -                  | -           | -           | -           | 1      | 0      |
| 2010-2011       | Udinese         | A               | 3          | -3         | CI              | 3               | -3              | -                  | -                  | -                  | -           | -           | -           | 6      | -6     |
| set.-nov. 2011  | Udinese         | A               | 0          | 0          | CI              | 0               | 0               | UCL+UEL            | 0                  | 0                  | -           | -           | -           | 0      | 0      |
| Totale Udinese  | Totale Udinese  | Totale Udinese  | 7          | -6         |                 | 5               | -3              |                    | 2                  | -3                 |             | -           | -           | 14     | -12    |
| gen.-giu. 2012  | Reggina         | B               | 9          | -10        | CI              | -               | -               | -                  | -                  | -                  | -           | -           | -           | 9      | -10    |
| set.-dic. 2012  | Cesena          | B               | 15         | -21        | CI              | 1               | 0               | -                  | -                  | -                  | -           | -           | -           | 16     | -21    |
| gen.-mar. 2013  | Grosseto        | B               | 0          | 0          | CI              | -               | -               | -                  | -                  | -                  | -           | -           | -           | 0      | 0      |
| 2013-2014       | Pescara         | B               | 21         | -25        | CI              | 0               | 0               | -                  | -                  | -                  | -           | -           | -           | 21     | -25    |
| 2014            | Pune City       | ISL             | 4          | -6         | -               | -               | -               | -                  | -                  | -                  | -           | -           | -           | 4      | -6     |
| gen.-giu. 2015  | Reggina         | LP              | 11+2       | -20 + -0   | -               | -               | -               | -                  | -                  | -                  | -           | -           | -           | 13     | -20    |
| Totale Reggina  | Totale Reggina  | Totale Reggina  | 123+4      | -137 + -1  |                 | 17              | -17             |                    | -                  | -                  |             | -           | -           | 144    | -155   |
| Totale carriera | Totale carriera | Totale carriera | 245+4      | -283 + -1  |                 | 29              | -30             |                    | 2                  | -3                 |             | -           | -           | 280    | -317   |

## Palmarès
- Campionato italiano di Serie B:

Juventus: 2006-2007